# Vinod Kumar (ur. 1965)
Vinod Kumar (ur. 15 sierpnia 1965) – indyjski zapaśnik walczący w stylu wolnym. Olimpijczyk z Seulu 1988, gdzie odpadł w eliminacjach w kategorii 57 kg. Piąty na igrzyskach azjatyckich w 1986. Czwarty na mistrzostwach Azji w 1987. Wicemistrz Igrzysk Azji Południowej w 1985. Trzeci na MŚ juniorów w 1983 roku.
Na turnieju olimpijskim w Seulu w 1988 wygrał z Kanadyjczykiem Lawrence’em Holmesem i przegrał z zawodnikiem radzieckim Siergiejem Biełogłazowem i Węgrem Bélą Nagyem.